# 改代町
35°42′27″N 139°44′02″E / 35.707455°N 139.733955°E
改代町（日语：／ Kaitaichō */?）是東京都新宿區的町名。未實施住居表示。2013年8月1日為止的人口有464人
。郵遞區號為162-0802。

## 地理
位於新宿區東北部。北臨文京區關口一丁目，東接新宿區水道町，東南連新宿區築地町，南鄰新宿區赤城下町，西通新宿區山吹町。此外山吹町內還有改代町的飛地。町內住宅地與事業用地混雜，也有多棟高層建築物。此外町域內還有印刷、裝訂相關企業存在。

## 歷史
原屬牛込村，為一片沼地。慶長期間，隨著江戶城整備，雉子橋附近的居民遷往牛込徒町（現北町、中町、南町），1654年（承應3年）此地改作為新代地。最初地名為牛込築地替代町。
江戶時代此地古着屋林立。

### 地名由來
再次改變代地之意。

## 交通
町域內沒有鐵道車站，可利用東京地下鐵有樂町線江戶川橋站。

## 備註
1. ↑  『角川日本地名大辞典 13　東京都』、角川書店、1991年再版、P872
2. ↑  .   [2013-08-10]. （原始内容存档于2014-08-19）.

## 外部連結
- 新宿區役所 （页面存档备份，存于）